# Estreito
Estreito là một đô thị thuộc bang Maranhão, Brasil. Đô thị này có diện tích 2718,96 km², dân số năm 2007 là 26300 người, mật độ 9,67 người/km².